# Universíada de Verão de 1973
A VII Universíada de Verão foi realizada em Moscou, União das Repúblicas Socialistas Soviéticas (URSS) entre 15 e 25 de Agosto de 1973.

## Medalhas
O Quadro de medalhas é uma lista que classifica as Federações Nacionais de Esportes Universitários (NUSF) de acordo com o número de medalhas conquistadas. O país em destaque é o anfitrião.
| Ordem                                                 | País                | Medalha de ouro | Medalha de prata | Medalha de bronze |     |  |
| ----------------------------------------------------- | ------------------- | --------------- | ---------------- | ----------------- | --- |  |
| 1                                                     | URS União Soviética | 69              | 35               | 30                | 134 |  |
| 2                                                     | USA Estados Unidos  | 19              | 15               | 18                | 52  |  |
| 3                                                     | JPN Japão           | 3               | 9                | 2                 | 14  |  |
| 4                                                     | ROU Romênia         | 3               | 8                | 6                 | 17  |  |
| 5                                                     | POL Polônia         | 2               | 3                | 5                 | 10  |  |
| 6                                                     | CUB Cuba            | 2               | 3                | 2                 | 7   |  |
| 7                                                     | TCH Checoslováquia  | 2               | 3                | 1                 | 6   |  |
| 7                                                     | GBR Grã-Bretanha    | 2               | 3                | 1                 | 6   |  |
| 9                                                     | ITA Itália          | 2               |                  | 6                 | 8   |  |
| 10                                                    | FIN Finlândia       | 2               |                  |                   | 2   |  |
|                                                       |                     |                 |                  |                   |     |  |
| 22                                                    | BRA Brasil          |                 |                  | 4                 | 4   |  |
| Os demais países lusófonos não conquistaram medalhas. |                     |                 |                  |                   |     |  |

## Modalidades
Essas foram as modalidades disputadas. Os números entre parênteses representam o número de eventos de cada modalidade:

### Obrigatórias
As modalidades obrigatórias são determinadas pela Federação Internacional do Esporte Universitário (FISU) e, salvo alteração feita na Assembléia Geral da FISU, valem para todas as Universíadas de Verão.
| - Atletismo (34) - Basquetebol (2) - Esgrima (7) | - Ginástica artística (14) - Natação (22) - Pólo aquático (1) | - Saltos ornamentais (4) - Tênis (5) - Voleibol (2) |

### Opcional
As modalidades opcionais são determinadas pela Federação Nacional de Esportes Universitários (National University Sports Federation - NUSF) do país organizador.
- Lutas (20)